# تاوريرت
تاوريرت: هي مدينة مغربية عريقة بالشمال الشرقي للمملكة. تُعد تاوريرت عاصمة إقليم تاوريرت ضمن الجهة الشرقية، وتضم المدينة 187264 نسمة. يحدها غربا مدينة جرسيف وشرقا مدينة وجدة وجنوبا دبدو وشمالا مدينة الناظور. وصنّفت كأكبر مدينة من حيث إنتاج الزيتون. يوجد بها ما يقارب 176 مصنع. ولديها أكبر سوق خردة في المغرب للسيارات والحديد. وسوق بيع السيارات، ويعتمد اقتصادها بالأساس على مهاجريها بالخارج حيث ومع صيف كل سنة تصبح المدينة قبلة للمهاجرين القاطنين بديار المهجر .

## التسمية
كلمة تاوريرت ذات أصل أمازيغي وتعني «التل أو الكدية» وهي تنطق «ثاورارث» ونطقت الثاء تاء فأصبحت المدينة تعرف بتاوريرت بدل «ثاورارت» ويعزى هذا إلى النزوح العربي بالمنطقة وتأثير اللغة العربية على الأمازيغية ولا زالت كلمة «ثاورارت» تتداول على ألسنة أفراد القبائل الأمازيغية المحلية فيقال مثلا «سأذهب إلى تاوريرت»، «ساذْروحغْ اغْرْ ثاوْررْثْ». وقبل أن تحمل المدينة اسم تاوريرت حملت أسماء مختلفة، وهكذا حملت اسم «صاع» نسبة إلى وادي زا المعروف عبر التاريخ بـ «واد صاع» أو «صاء»، إذ يغلظ حرف الزاي في النطق، فينطق صاءا، وصاع لغويا تفيد المكيال.

## لمحة تاريخية
ومن المؤلفين الذين تناولوا المدينة باسم صاع ابن حوقل: «ومنها إلى صاع مدينة لطيفة على واد عظيم يدخل جميع دورهم ويشق الصحراء إليهم مرحلة» عن كتابه «صورة الأرض». ووردت أيضا بهذا الاسم عند
أبو عبيد البكري في إطار ذكره للمشهور من المدن والقرى على الطريق من مصر إلى برقة والمغرب:«والطريق إلى سجلماسة تخرج من وجدة إلى» صاع وهي قرية ذات نهر وثمار ومزارع.
أفادت المصادر التي سبقت الفترة المرينية أي قبل تأسيس قلعة تاوريرت خصوصا تلك التي جاءت على لسان الرحالة الجغرافيين كابن حوقل وأبي عبيد الله البكري والشريف الإدريسي بأن تاوريرت كانت مركزا تجاريا مهما في طرق تجارة القوافل الصحراوية كما يؤكد «فوانو» على لسان مارمول كربخال بأنها كانت من المدن الأساسية في المغرب قبل الفترة المرينية وهذا إن دل على شيء فإنما يدل على أهمية المدينة من.جهة وأقدميتها من جهة أخرى.
على تل مرتفع قرب نهر زاع «. تحيط بها أراضي زراعية جيدة، لكنها لا تمتد بعيدا لمحاداتها صحراء وعرة جافة، وتتاخم هذه الصحراء من جهة الشمال صحراء كرط ومن الجنوب صحراء الظهرة ومن الشرق صحراء أنكاد حيث تبتدأ مملكة تلمسان ومن ومن الغرب صحراء تافراطا المتاخمة لمدينة تازا» ونحن نعلم ما لكلمة «قديمة» من دلالة وأبعاد و«الأفارقة» كمصطلح تاريخي الذي يرجع استعماله حسب النصوص إلى القرن الثالث قبل الميلاد من طرف اللاتنيين للدلالة في أول الأمر على السكان الذين كانوا تحت رقابة قرطاج، للإشارة فقد وقع بعض التردد للمؤرخين القدامى والمحدثين في استعمال هذا المصطلح فالبعض استعمله للدلالة على سكان إفريقية -تونس الحالية- وعند البعض الآخر فإن.كلمة الأفارقة كانت تعني سكان إفريقيا الشمالية كما هو الحال عند سالوست وبلين الشيخي.
وبغض النظر عن اختلاف المؤرخين في استعمال هذا المصطلح، يبقى بناء مدينة تاوريرت من طرف الأفارقة كما ورد ذلك عند حسن الوزان ذو أهمية بالغة للدلالة على أقدمية المدينة، التي يؤكدها كذلك «البيدق» عند حديثه عن رحلة عودة ابن تومرت من ديار المشرق ووقوفه بتاوريرت التي كانت تعرف آنذاك بقرية صاء. وطالما أنه لم تتوفر أية إشارة تاريخية، تتعلق بتأسيس مدينة تاوريرت قبل الحقبة المرينية، ماعدا تلك التي جاءت على لسان الحسن الوزان والتي تتعلق بالتأسيس الأزلي، تبقى إذن تاوريرت القديمة أزلية لا يعرف بانيها ومخططها وبداية تاريخها قبل الفترة المذكورة، وهذا يحتاج إلى مزيد من البحث والتنقيب من طرف الباحثين والمهتمين بعلم الآثار لفك الغموض حول فترة.التأسيس المجهولة هاته.

### قصبة مولاي إسماعيل بقبيلة أهل الكرارمة
تطلع المصادر التي تزامنت مع الفترة المرينية، وحتى التي جاءت من بعدها بإيضاحات مهمة، تخص تأسيس القلعة العسكرية بتاوريرت، هذه القلعة التي ارتبط معها التاريخ المحلي للمنطقة وبالأحرى الوطني، من خلال آثار بصماتها في الصراع المريني الزياني على مناطق النفوذ في المغربين الأوسط والأقصى.
هناك حقيقة أساسية يجب الإشارة إليها تتعلق بتضارب الآراء بين المؤرخين بخصوص سنة تأسيس القلعة التي اعتبرت على مدى سنين عديدة رمز الحياة العامة للمدينة وكذا تجديدها وإعادة ترميمها. وهكذا أشار «ابن خلدون» إلى بناء الحصن في سنة 694 في إطار تحركات الأمير المريني أبي يعقوب يوسف في اتجاه بني عبد الواد بتلكمسان في الجزائر:
ونهض سنة أربع وتسعين هـ حتى انتهى إلى بلاد تاوريرت، وكانت تخما نشطا بين عمل بني مرين وبني عبد الواد، في جانبها عامل السلطان أبي يعقوب وفي جانبها الآخر عامل عثمان بن يغمراسن، فطرد السلطان عامل يغمراسن وتميز بها. واختط الحصن الذي هناك لهذا العهد. تولاه بنفسه يغادي الفعلة ويراوحهم وأكمل بناءه في شهر رمضان من نفس السنة واتخده ثغرا لملكه وعقد عليه لأخيه يحيى بن يعقوب وانكفأ راجعا للحضرة".
في حين جعل ابن أبي زرع بناء الحصن سنة 695 :" ثم دخلت سنة خمس وتسعين، فيها خرج أمير المسلمين يوسف لغزو بلاد تلمسان، فنزل بجانب حصن تاوريرت وكان نصفه لعثمان بن يغمراسن ونصفه لأمير المسلمين، لأنه كان الحد الفاصل بين بلادهما، فطرد منه عامل عثمان بن يغمراسن المذكور وأخد في بناء الحصن، فبدأ في بناء صوره في أول يوم من شهر رمضان من سنة خمس وتسعين المذكورة، فكان يصلي الصبح، ثم يقف على بنائه بنفسه ثم رجع إلى رباط تازة فعيد عيد الفطر على واد ملوية بعد أن أسكن بحصن تاوريرت المذكور قبيل بني عسكر، وقدم عليه أخاه الأمير أبي يحيا ابن أمير المسلمين يعقوب ". ابن أبي الزرع، كتاب "الأنيس المطرب بروض القرطاس في اخبار ملوك المغرب وتاريخ ملوك مدينة فاس.
أما أبي القاسم الزياني جعل بناء الحصن بتاوريرت في القرن السابع الهجري دون تحديد سنة التأسيس بالضبط: «وأمام قلعة» دبدو«و» أكرسيف«و» تاوريرت«فقد أحدثهما أمراء بني مرين في السبعمائة»، وذكر هذا في كتابه الترجمانة الكبرى في أخبار المعمور برا وبحرا.
وامام تباين التواريخ التي أوردها المؤرخون وتضاربها، السؤال التالي يطرح نفسه بصيغة أكثر إلحاحا. ماهي سنة تأسيس قلعة تاوريرت؟
تعتبر سنة التأسيس، التي أوردها ابن خلدون هي الرواية الأقرب إلى الصواب، ويعزى هذا إلى أن العلامة ابن خلدون كان قريبا من الأحداث وعاصر أدق فترات الدولة المرينية، ومما يدعم هذا الطرح هو اعتماد جل المراجع المتأخرة على رواية ابن خادون، ومن بينها قدور الورطاسي: «وفي سنة أربع وتسعين عاود يوسف ابن عبد الحق إلى غزو تلمسان فوصل إلى تاوريرت وشرع في بناء الحصن هنالك». ونفس الشيء بالنسبة للإسماعيلي مولاي عبد الحميد العلوي الذي اعتمد هو الآخر على رواية ابن خلدونز «اختط الحصن الذي هنالك إلى هذا العهد... وأكمل بناءه في رمضان في 694 يوليوز - غشت 1295م». ومن العوامل التي أدت إلى بناء قلعة تاوريرت، أنه لم يعد في إمكان حصن كرسيف مراقبة القبائل المتعددة بالمنطقة فقرر أبو يعقوب يوسف بناء حصن تاوريرت سنة 1295م، 694 هـ لا لمراقبة المنطقة فحسب ولكن لمواجهة بني عبد الواد بتلمسان الأكثر تهديدا لمملكة فاس من ناحية الشرق. وعلى العهد العلوي جددت قلعة تاوريرت على يد السلطان المولى إسماعيل إثر حملة هذا الأخير على شرق المغرب لإخضاع قبائل خرجت عن طاعة المخزن، وقام بتشييد عدة قصبات لاستثباب الأمن، وقد أصبحت قلعة تاوريرت عامرة بعد أن أنزل بها السلطان مائة فارس من عبيده بعيالهم وأولادهم. ونشير إلى أنه بعد التأسيس أعاد بنائها السلطان المريني أبو سعيد عثمان لأنه ربما تكون قد تعرضت للتخريب من طرف بني عبد الواد: «وفي سنة إحدى وعشرين وسبعمائة تحرك أمير المسلمين عثمان إلى رباط تازة. فأقام به مدة من ثلاثة أشهر وأمر ببناء حصن تاوريرت وشحنه بالرجال والرماة والخيل.» ابن أبي الزرع.
هذه القلعة ما زالت قائمة في مكانها إلى يومنا هذا، رغم مرور حوالي سبعة قرون عن تشييدها، وللمرء أن يعتقد بأن الزمن لم يحدث أي تأثير على صور القلعة اللهم ما شهده جدرانه من تغيير اللون بفعل التقادم والتآكل، وهي الآن معمرة من طرف عائلات من قبيلة الكرارمة، ويمتد صور القلعة بشكل شبه دائري على طول 825.5 متر، وبقي حو يحيط بالكدية التي أصبحت مكسوة بالدور المبنية بالطوب والحجر لأصحابها المذكورين، اندثر منه حوالي 539.5 متر، وبقي حوالي 273 متر واقفا.
كما يحتوي صور القلعة على أبراج مربعة ومستطيلة الشكل دون الأبراج الدائرية، يبلغ علوه 10 أمتار وعرضه حوالي مترين كما كان القلعة تتوفر على باب عرضه حوالي 14 متر. والجدير بالذكر أنه في إطار الاهتمام بالنآثر التاريخية المحلية، شقت طريق معبدة نحو القلعة التي تعرف محليا بقصبة المولى إسماعيل، كما تعرف بالسوق القديم، لأنه كان يعقد بها سوقا أسبوعيا قبل أن ينقل إلى دار الشاوي على بعد ثلاثة كيلومترات من تاوريرت مع دخول الاستعمار الفرنسي إلى المنطقة.
عد أن تمكن الجنرال اليوطي من إحكام سيطرته على مدينة وجدة، توجه صوب العيون ثم مستكمار إلى أن حط الرحال بمدينة تاوريرت، حيث شيد الثكنة العسكرية الكائنة أسفل جبل آزرو المطل على واد زا، تلك الثكنة تعتبر النواة الأولى للمدينة الحديثة التي ليست بالبعيدة عن المدينة القديمة. وموضعها يشبه إلى حد بعيد موضع المدينة القديمة الذي أشار إليه الشريف الإدريسي: «صاع مدينة لطيفة توجد أسفل كدية تراب، تطل على نهر عظيم يشق أرياضها ويخترق ديارها.»
ودائرة تاوريرت الحالي الذي شيد تقريبا حوالي سنة 1912، وسوق مغطاة لا زالت هنالك إلى هذا العهد تعرف رواجا اقتصاديا مهما وسوق أسبوعي كان يعقد حيث توجد إعدادية علال بن عبد الله قبل أن ينقل إلى حيث يوجد الملعب البلدي الآن على الطريق في اتجاه محطة القطار. ومكان الثكنة وضواحيها يعرف يعرف حاليا بالحي القديم باعتباره أقدم حي بالمدينة كان يقطنه عدد مهم من المستوطنين النصارى واليهود على عهد الحماية.
- قبائل تاوريرت
- قبيلة السجع [4]
- قبيلة بني أوكيـــل
- قبيلة الكرارمة
- قبيلة الأرباع
- قبيلة بني بوزكو
- قبيلة آث اشبــــــل
- قبيلة بنـي كـــولال
- قبيلة أولاد المهــــدي
- قبيلة أولاد الميــــــدي
- قبيلة أولاد سليمان
- قبيلة آيت معالا
- قبيلة أولاد عمر
- قبيلة بني بويحيي
- قبيلة بني يزناسن

حدث إقليم تاوريرت بموجب المرسوم عدد 79/281 بتاريخ 9 أبريل 1997 في إطار التقسيم الإداري الجديد للمملكة. وهو يمتد على مساحة 8.649 كلم مربع، تبقى المساحات الحضرية ضيقة فيما تحظى الجماعات القروية منها على أغلب المساحات حيث تفوق سدس مساحة الإقليم. أما ساكنته فتقدر حسب إحصاء سنة 1994 بـ 184.000 نسمة، منها 100.000 حضرية و 84.000 قروية، كما يتميز الهرم السكاني للإقليم بأغلبية فتية بنسبة 38.7% من السكان لا تتعدى أعمارهم 15 سنة بينما 51.1% من السكان تقل أعمارهم عن 20 سنة.

## الموقع
تقع مدينة تاوريرت في الجهة الشمالية الشرقية على الطريق الرئيسية رقم 6 الرابطة بين فاس ووجدة، تبعد عن الأولى بـ 232 كلم وعن الثانية بـ 108 كلم، وبينها وبين الناظور 112 كلم، توجد على مسافة من كرسيف تساوي ما يقارب المسافة بينها وبين العيون وبينها وبين دبدو ويحدها غربا إقليما تازة وبولمان وشرقا عمالة وجدة أنكاد، شمالا إقليما الناظور وبركان وجنوبا إقليما جرادة وفكيك. أما طبوغرافيا، تقع عند ملتقى بسيطي أنكاد وتافرطة، وتمثل منطقة منخفضة بالنسبة للمناطق المرتفعة المجاورة، بين جبال بني يزناسن من الجهة الشمالية وجبال دبدو ومرتفعات لمقام من الجهة الجنوبية، وجبال الريف من الجهة الغربية. وقد انعكست هذه الأشكال الطوبوغرافية على مناخ المنطقة إذ وقفت حاجز أمام تسرب الكتل الهوائية الرطبة نحو الداخل. ولقد اقتضت الضرورة المنهجية تقسيم المنطقة طبوغرافيا إلى وحدتين تضارسيتين: الهضاب والسهول.

تتمثل في هضبة متقطعة، كون فيها واد زا منعرجات ومنعطفات على أعماق مهمة، تضيق وتتسع حسب البنية الجيولوجية والانحدار العام للمنطقة، كما قسمتها السيول والوديان إلى تلال وهضاب صغيرة، عرفت محليا بأسماء مختلفة نذكر منها:
- حرشة محراش: توجد قرب الثكنة العسكرية في الجهة اليمنى من الطريق الرئيسية في اتجاه الغرب، تقطنها منذ أمد بعيد عائلات من قبيلة الكرارمة.
- حرشة الشيخ مبارك: توجد على الطريق الثانوية الرابطة بين تاوريرت وملقى الويدان.
- حرشة الغراب: توجد على الطريق الثانوية رقم: 410 الرابطة بين دبدو وتاوريرت.
- حرشة نافيل: توجد قرب الثكنة العسكرية.

يعتبر سهل تافراطة من أهم الوحدات التضاريسية التي عرفت بها المنطقة عبر التاريخ، يحده شمالا الجبال الجنوبية لواد زا وجنوبا كعدة دبدو وشرقا جبل ناركشوم ودادا علي وغربا واد ملوية. يمتد على مساحة تقدر بـ 1500 كلم مربع وبارتفاع يصل حوالي 750 متر، أما سطحه فيعمه الانبساط وكثرة انتشار المواد الفيضية الرباعية الحديثة التي يقدر سمكها بمئات الامتار، تتخلله مجموعة من الجبال منها جبل الحمام، لمهريز، لمدور وتخترقه أودية جافة، أهمها واد العبد، سفلة، بني ريس، تلاغ، مه الطيور، الشيء الذي أثر على الشبكة المائية بالمنطقة التي ظلت تعاني من قلة المياه. وتبعا لذلك عرفت المناطق الشمالية الشرقية من السهل ببلاد العطش، ولقد صدق حسن الوازان حينما عبر عنه بصحراء تافراطة عند رسمه للحدود الطبيعية لمدينة تاوريرت عن كتابه «وصف إفريقيا». ومن منابع المياه بسهل تافراطة نذكر منها:
- عين لقطيطير على واد العبد.
- عين دغيسة على الطريق الثانوية ما بين تاوريرت ودبدو.
- عين عكلة النعجة وسط السهل ليست بالبعيدة عن واد تلاغ.
- عين مه الطيور وتوجد على الواد الذي يحمل نفس الاسم.

وقد اضطر سكان المنطقة مع ظروف السهل هاته، التعاطي إلى تربية الماشية والزراعة البورية مع اعتمادهم البسيط على الزراعة السقوية والمرتبطة ببعض الآبار، وقد اهتموا خاصة بغرس الشجر.

## المناخ
يتحكم في مناخ منطقة تاوريرت مجموعة من المعطيات الطبيعية، منها موقعها بين السلاسل الجبلية المذكورة المنتصبة من جهتي الشمال والغرب والتي تقف كحاجز أمام تسرب الكتل الهوائية الرطبة نحو الداخل، إضافة إلى انفتاحها على الصحراء من جهة الجنوب الغربي حيث تكتسح الكتل الهوائية الشبه الجافة والتي تكون مصحوبة في بعض الأحيان بزوابع رملية، وهذا يفسح المجال للحديث عن تنامي ظاهرة التصحر ويزيد في تطعيم هذه الظاهرة بغض النظر عن الكتل الهوائية الشبه الجافة، هبوب رياح الشركي على المنطقة انطلاقا من النجود العليا. هذه المعطيات جعلت مناخ المنطقة شبه جاف يكون مصحوبا في بعض الأحيان بزواع رملية، وهذا النوع من المناخ يدخل ضمن نطاق المناخ المتوسطي الشبه الجاف الذي يمكن تعميمه على مناخ إقليم المغرب الشرقي ككل. وممن مميزات هذا المناخ تعاقب فصلين، فصل حار وجاف يتميز بقلة التساقطات إن لم نقل انعدامها، وارتفاع في درجة الحرارة إذ تصل إلى 42 درجة في شهر غشت وهو الشهر الذي يعتبر الأكثر حرارة بتاوريرت صيفا، وفصل بارد ورطب يتميز بقلة التساقطات وعدم انتظامها من سنة لأخرى وانخفاض في درجة الحرارة إذ تصل إلى 4 درجات في بعض الأحيان في فصل الشتاء، ويبلغ معدل التساقطات السنوي في تاوريرت حوالي 310 ملم. 

## توزيع المساحة وعدد السكان
تبلغ المساحة الإجمالية للإقليم تاوريرت 8.752 كلم مربع تحضى منها الحواضر برقعة ضيقة بينما تمتد الجماعات القروية على مساحات تفوق في بعض منها 6/1 مساحة الإقليم. ويبين الجدول التالي ترتيب الجماعات حسب عدد السكان.
| الجماعة               | عدد السكان | !المساحة |
| --------------------- | ---------- | -------- |
| بلدية تاوريرت         | 93.956     | 6        |
| بلدية العيون          | 30.789     | 4        |
| جماعة أهل وادزا       | 12.705     | 670      |
| جماعة سيدي علي بلقاسم | 11.580     | 799      |
| جماعة عين لحجر        | 10.265     | 581      |
| جماعة سيدي لحسن       | 10.258     | 876      |
| جماعة مشرع حمادي      | 9.400      | 499      |
| جماعة تنشرفي          | 7.839      | 712      |
| جماعة ملقى الويدان    | 7.111      | 380      |
| جماعة مستكمار         | 6.435      | 540      |
| جماعة اولاد سيدي علي  | 9.647      | 756      |
| جماعة لقطيطير         | 5.801      | 758      |
| بلدية دبدو            | 4.467      | 1        |
| جماعة أولاد امحمد     | 3.488      | 1446     |
| جماعة العطف           | 2.186      | 1500     |

## معرض صور

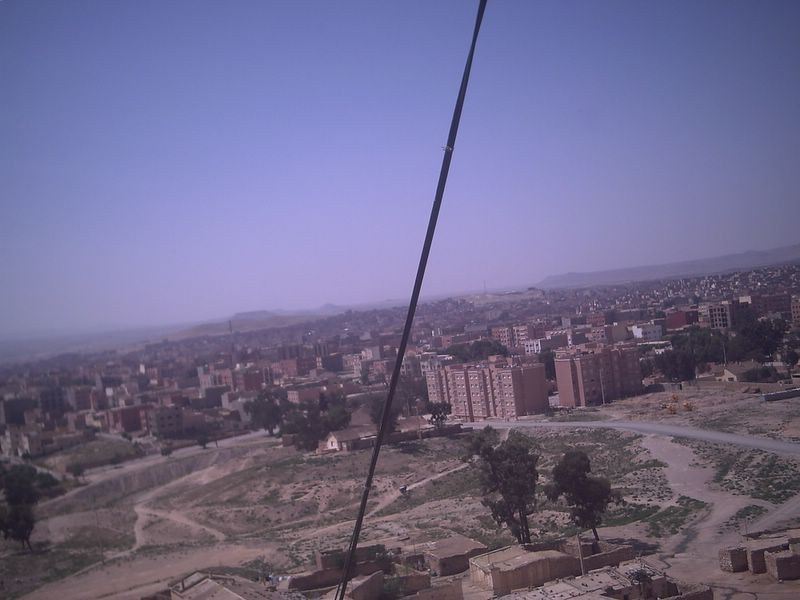
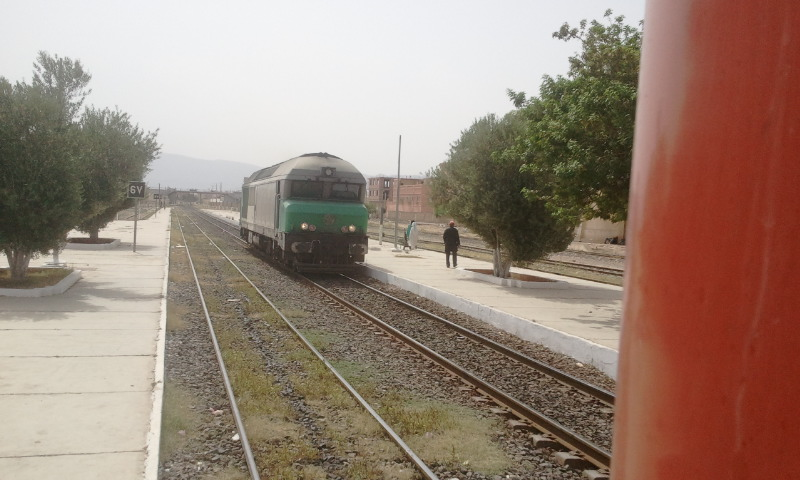
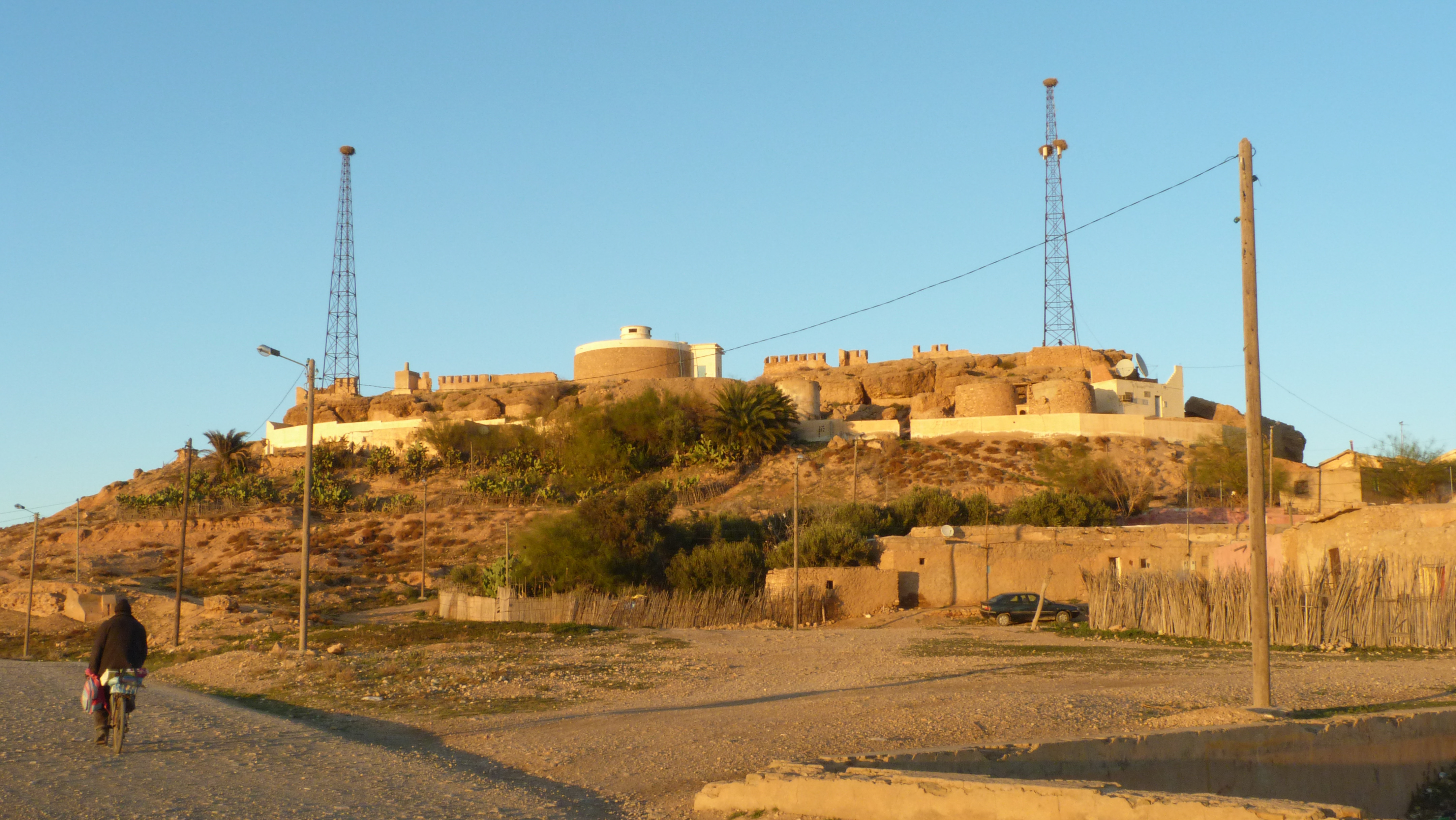
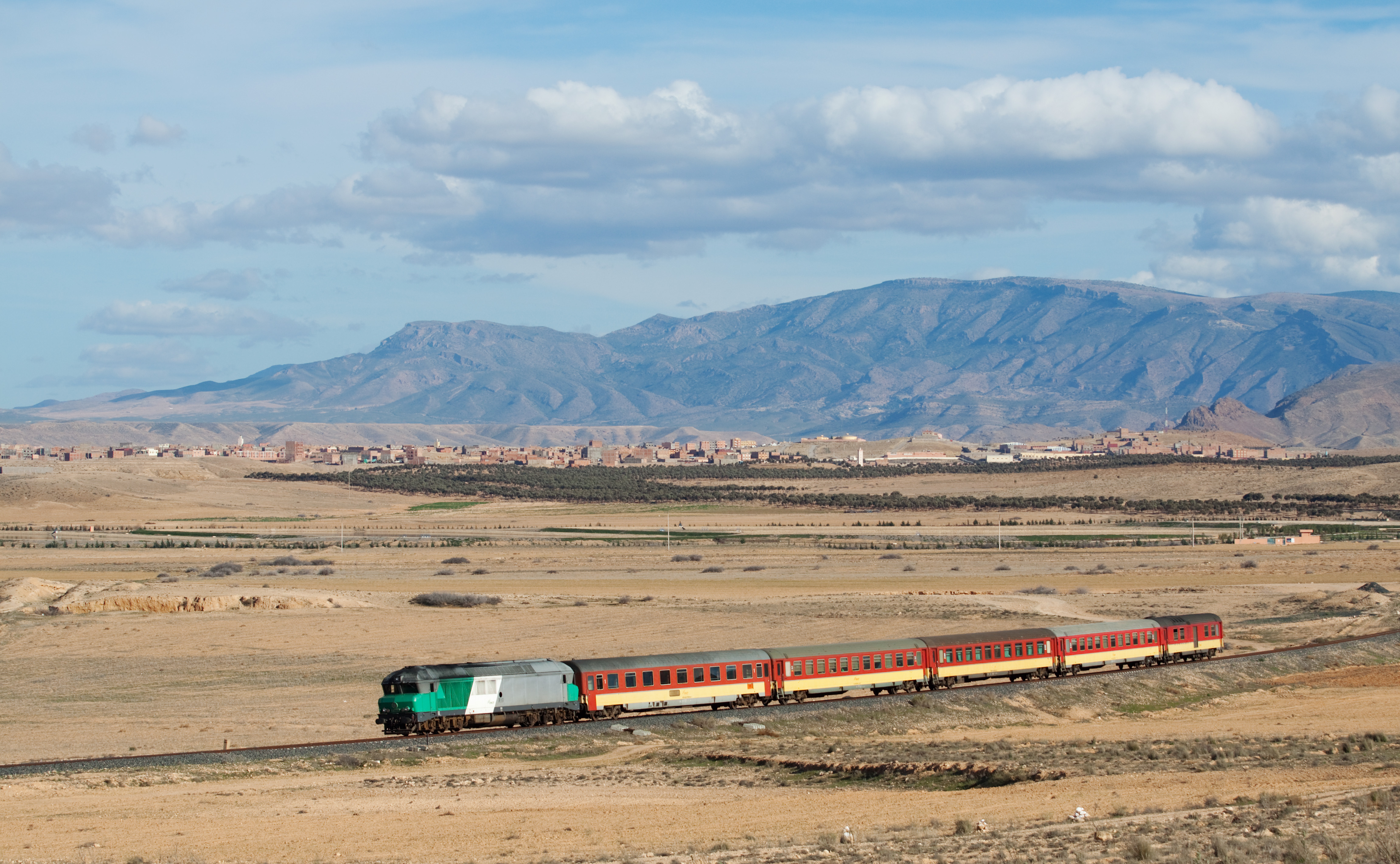